# دورا رومانو
دورا رومانو (ایتالیایی: Dora Romano؛ زادهٔ ۳۰ اوت ۱۹۵۵) بازیگر اهل ایتالیا است.
از فیلم‌ها یا مجموعه‌های تلویزیونی که وی در آن‌ها نقش داشته است، می‌توان به پدر ماتئو، دوست نابغه من، قتل، جایی در آفتاب، زیبایی زنان، معصوم،  اولین طالع نحس، مادر مافیا، دست خدا،  قصه یک آدمکش، الهه بخت و خورشید در شب اشاره نمود.